# سرقة بنك تفليس 1907
سرقة بنك تفليس 1907، وتُعرف أيضاً باسم المُصادرة المالية بميدان يريفان، كانت حادثة سطو مسلح في 26 يونيو من عام 1907 في مدينة تفليس بمحافظة تفليس بالتاج الملكي القوقازي بالإمبراطورية الروسية، حيث مدينة تبليسي هي عاصمة جورجيا حالياً. قام البلاشفة بسرقة شحنة من النقود التابعة للبنك لتمويل نشاطاتهم الثورية. هاجم اللصوص عربة نقل الأموال التابعة للبنك وحاصروا الشرطة والجيش باستخدام القنابل والأسلحة، فيما كانت العربة تُقوم بنقل المال عبر ميدان يريفان، الذي يُسمى في الوقت الحالي باسم ميدان الحرية، بين مكتب البريد وفرع البنك المركزي التابع للإمبراطورية الروسية في تفليس. ووفقاً للوثائق الرسمية، أسفر الهجوم عن مقتل أربعين شخصاً وإصابة خمسين آخرين، فيما هرب اللصوص وبحوزتهم 341,000 روبل روسي، أي ما يعادل حوالي 3.86 مليون دولار أمريكي في عام 2017.
قام عدد من أبرز البلاشفة بتخطيط عملية السرقة ومنهم فلاديمير لينين وجوزيف ستالين وماكسيم ليتفينوف وليونيد كراسين وألكسندر بوجدانوف، ونفّذها عدد من الثوريين بقيادة مساعد ستالين تير-بيتروسيان، المُلقب بكامو. ولأن مثل هذه الأعمال كانت ممنوعة بشكل صريح تبعاً للمؤتمر الخامس لحزب العمال الديمقراطي الاشتراكي الروسي، فقد تسببت السرقة والقتل بظهور حالة من الغضب داخل الحزب ضد البلاشفة الذين هم جزء من الحزب. وكنتيجة لذلك، حاول كل من لينين وستالين إبعاد الشبهات عن أنفسهما فيما يتعلق بحادث السرقة. وانقسمت القيادة البلشيفية بسبب الأحداث المُحيطة بالحادث وبعض عمليات السطو المشابهة، حيث أصبح الخلاف بين لينين ضد بوجدانوف وكراسين. وعلى الرغم من نجاح عملية السرقة والحصول على كل تلك الأموال، إلا أن البلاشفة لم يستطيعوا استخدام معظم الأموال، نظراً لأن أرقامها المُتسلسلة كانت معروفة للشرطة. وفكّر لينين بخطة لحل المشكلة بأن يقوم عدد كبير من الأفراد بإنفاق النقود مرة واحدة في مناطق متفرقة عبر أوروبا في يناير عام 1908، إلا أن هذه الخطة باءت بالفشل وتسببت في عدد كبير من الاعتقالات وانتشار الخبر عبر العالم، كما نتج عنها رد فعل سلبي من قبل الديمقراطيين الاشتراكيين الأوروبيين.
تم القبض على كامو في ألمانيا بعد فترة وجيزة من حادث السرقة، ولكنه تجنب المحاكمة الجنائية بنجاح حيث ادعى الجنون لأكثر من ثلاثة أعوام. وتمكن من الهرب من المصحة العقلية، إلا أنه قبض عليه بعدها بعامين بينما كان يُخطط لعملية سرقة أخرى. وحُكم عليه بالإعدام على جرائمه، بما فيهم حادث السرقة عام 1907، ولكن تم تخفيف الحكم للسجن مدى الحياة؛ إلا أنه أطُلق سراحه بعد ثورة 1917، ولم تتم مُحاكمة أي من المشاركين والمُخططين الكبار للسرقة. وعقب وفاة كامو، قاموا بحفر قبر بالإضافة إلى نصب تذكاري له بالقرب من ميدان يريفان في حدائق بوشكين، إلا أنه قد تم إزالة هذا النصب التذكاري فيما بعد، ونقلت رفات كامو إلى مكان آخر.

## خلفية

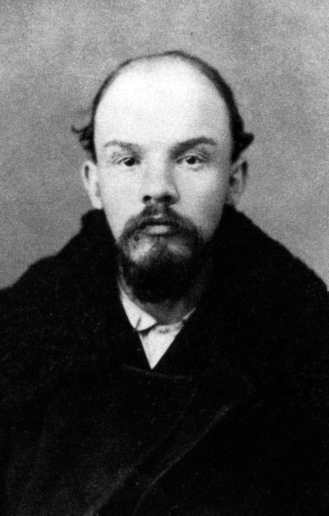
تصوير جنائي تعريفي لفلاديمير لينين عقب اعتقاله في ديسمبر عام 1895.

تأسس حزب العمال الديمقراطي الاشتراكي الروسي عام 1898، والذي سبق الحزب الشيوعي السوفيتي. وكان هدف هذا الحزب تغيير النظام الاقتصادي والسياسي في الإمبراطورية الروسية من خلال ثورة العمال بالتوافق مع العقيدة الماركسية. بالإضافة إلى أنشطتهم السياسية، فقد نفَّذ الحزب وبعض الجماعات الثورية، مثل: اللاسلطويون والاشتراكيون الثوريون، عددًا من العمليات المُسلحة، بما في ذلك المُصادرات المالية، والذي يُعد بمثابة اللفظ التجميلي المُقابل للسطو المُسلح على الأموال الحكومية أو الأموال الخاصة لتمويل الأنشطة الثورية.
انقسم حزب العمال الديمقراطي الاشتراكي الروسي منذ عام 1903 إلى جماعتين رئيسيتين، وهما البلاشفة والمناشفة. وعقد الحزب جلسته الخامسة في مايو 1907 بلندن بعد قمع الإمبراطورية الروسية لثورة 1905، على أمل حل النزاع بين البلاشفة والمناشفة. ولكن ظلت مشكلة واحدة تفصل بين الجماعتين، ألا وهي اختلاف وجهتي النظر فيما يخص العمليات المسلحة، وخاصة المصادرات المالية. دعم معظم المُناضلون البلاشفة بقيادة فلادمير لينين استمرار عمليات السطو، إلا أن المناشفة اتبعوا طريقة أكثر سلمية وتدَرُّجية للثورة وعارضوا العمليات المُسلحة. وتم التوصل إلى حل في الجلسة الخامسة للحزب بإدانة المُشاركة أو المُساعدة في أي عمل مسلح، بما في ذلك المُصادرات المالية واعتبارها فوضوية وفساد كما طالبت بحل كل الجماعات المسلحة. وأيد هذا القرار 65%، كان جميعهم من المناشفة بالإضافة إلى بعض البلاشفة، ورفضه 6%، فيما امتنع الآخرون عن التصويت.
على الرغم من الرفض المُتفق عليه فيما يخص إنشاء جماعات مُنفصلة من الحزب إلا أن البلاشفة قاموا بانتخاب هيئة مديرين خاصة بهم في الجلسة الخامسة للحزب، وأطلقوا عليها اسم المركز البلشفي، وأخفوا الأمر عن باقي الحزب. وترأَّس المركز البلشفي مجموعة تمويلية مُكونة من لينين وليونيد كراسين وألكسندر بوجدانوف. وبحلول ميعاد المؤتمر الخامس للحزب، كان البلاشفة قد قاموا بتخطيط عدد من المصادرات المالية في أماكن متفرقة في روسيا، وكانوا بانتظار عملية سطو كبيرة في تفليس، والتي وقعت بعد أسابيع قليلة من انتهاء الجلسة الخامس.

## الإعداد

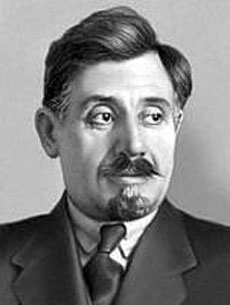
كامو (سيمون تير بتروسيان)، البلشفي الجورجي

قبل انعقاد الجلسة الخامسة للحزب، اجتمع عدد من أصحاب المناصب العليا من جماعة البلاشفة في برلين في أبريل عام 1907 لمُناقشة القيام بعملية سطو للحصول على المال الكافي لشراء الأسلحة. وكان من ضمن الحضور لينين وكراسين وبوجدانوف وستالين وليتفينوف. وقررت الجماعة أن يتولى تنظيم عملية سرقة في مدينة تفليس كل من ستالين، والذي أطلق عليه الاسم الحركي كوبا، والأرميني تير-بيتروسيان، المعروف بلقب كامو.
كان ستالين، البالغ من العمر 29 عاماً، يعيش في مدينة تفليس مع زوجته إيكاترينا وطفله الرضيع ياكوف. وكان خبيراً في تنظيم عمليات السطو وهذا ما ساعده في اكتساب شهرة باعتباره المُمول الرئيسي للمركز. بينما كان كامو، البالغ من العمر 25 عاماً، مشهوراً بالقسوة وعدم الرحمة؛ حيث أنه ذات مرة قام باقتلاع قلب أحد ضحاياه. وفي زمن المؤامرة، كان كامو يُدير منظمة إجرامية تُدعى زي أوتفيت. قال عنه ستالين «أنه خبير بالتنكر»، كما لقبه لينين بلقب اللص القوقازي. نشأ ستالين وكامو معاً وقام ستالين بإقناع كامو وتحوليه إلى الماركسية.
بعد اجتماع أبريل، سافر ستالين وليتفينوف إلى تيفليس لإخبار كامو بالخطط وتنظيم المداهمة. ووفقاً لكتاب الملف السري لجوزيف ستالين: حياة مخفية للكاتب رومان براكمان، فإنه بينما كان يعمل ستالين مع البلاشفة في تنظيم الأنشطة الإجرامية، فإنه كان يعمل أيضاً كمخبر للشرطة السرية الروسية الأوكرانا. زعم براكمان أنه بمجرد أن اتجهت الجماعة إلى تفليس، قام ستالين بتبليغ الضابط مختاروف، والذي هو وسيط في الشرطة السرية، بالخطط الخاصة بعملية السرقة ووعد بمد الشرطة بالمزيد من المعلومات في وقت لاحق.
بعد الوصول إلى تفليس بدأ ستالين بالتخطيط للسرقة. وأقام بالاتصال مع اثنين ممن معهم معلومات داخلية عن عمليات البنك: موظف بالبنك يُدعى جيجو كاسرادز وصديق دراسة قديم لستالين يُدعى فوزنيسينسكي، والذي يعمل بمكتب البريد التابع لبنك تفليس. صرح فوزنيسينسكي، فيما بعد، أنه ساعد في عملية السرقة بدافع الإعجاب بالشعر الرومانسي لستالين. وقام فوزنيسينسكي بمد ستالين بجدول زمني سري يُظهر مواعيد نقل الأموال بالعربات إلى بنك تفليس، كما أعلمه أن البنك سوف يستقبل شحنة كبيرة من المال في عربات تشدها الخيول في 26 يونيو1907.
ساعد كراسين في تصنيع القنابل المُستخدمة في الهجوم على العربات. وقامت عصابة كامو بتهريب القنابل إلى مدينة تفليس عن طريق تخبئتها داخل أريكة. قبل السرقة بأسابيع قليلة، قام كامو بتفجير أحد القنابل بغير قصد بينما كان يحاول تجهيز الفتيلة، وتسبب التفجير في إصابة عينه بإصابة بالغة تاركةً ندبةً دائمةً. التزم كاموا بالفراش لمدة شهر يعاني الألم الشديد ولم يتعافى بصورة تامة قبل ميعاد السرقة.

## يوم التنفيذ
في يوم تنفيذ عملية السطو في 26 يونيو عام 1907، تقابل منظموا العملية العشرين، ومن ضمنهم ستالين بالقرب من ميدان يريفان، حيث يبعُد دقيقتين عن كل من معهد التدريس والبنك وقصر نائب الملك، ولإتمام الخطط، وبعد المقابلة، ذهب كل منهم إلى المكان المُحدد له للاستعدادهم للهجوم. كانت السلطات الروسية على علم بأن الثوريين يُخططون لعمل كبير في مدينة تفليس، فقامت بدورها بزيادة التواجد الأمني في الميدان الرئيسي؛ كما وردت إليهم أنباء بالسرقة قبل حدوثها بوقت قصير فقاموا بحراسة جميع الشوارع في ميدان يريفان. وللتعامل مع الإجراءات الأمنية الجديدة، قام رجال العصابة بتحديد دوريات قوات الأمن المركزي والشرطة قبل السرقة بقليل كما تم تحديد قوات المراقبة التي تراقب الميدان من أعلى.
ارتدى معظم رجال العصابة ملابس مدنية بوصفهم مُواطنين عاديين وانتظروا ومعهم الأسلحة والقنابل اليدوية. وبخلاف الآخرين، تنكر كامو في زيِّ قائد الفرسان وتقدِمَ إلى الميدان في عربة تشدها الخيول وهي عربة من النوع المكشوف.
قام المتآمرين بالسيطرة على حانة تليبوتشري، المُقابلة للميدان، كاستعداد للسرقة. وصرح أحد الشهود فيما بعد، ويُدعى دايفيد ساجيراشفيلي، أنه كان يسير بمديان يريفان عندما قام أحد أصدقائه وهو باشوا كوبرياشفيلي، والذي اتضح فيما بعد أنه واحد من اللصوص، بدعوته إلى الحانة وطلب منه البقاء فيها. بمجرد دخول الحانة، رأى ساجيراشفيلي أن هناك رجال مُسلحون يمنعون الناس من مغادرة الحانة. عند تلقي الاشارة بأن عربة البنك تقترب من الميدان، سيقوم الرجال المُسلحون بالخروج من الحانة شاهرين الأسلحة.
كان البنك قد رتب نقل الأموال بين مكتب البريد والبنك المركزي بعربة تشدها الخيول. وبداخل العربة، كان يتواجد حارسان مُسلحان بالبنادق، أحدهما أمين الصندوق بالبنك والآخر مُحاسب. وخلف العربة، كانت هناك عربة أخرى مكشوفة مُمتلئة بالجنود المُسلحين، إلى جانب فرسان قوزاقيون يسيرون بالأمام وإلى جانب وخلف العربة التي تحمل النقود.

## الهجوم

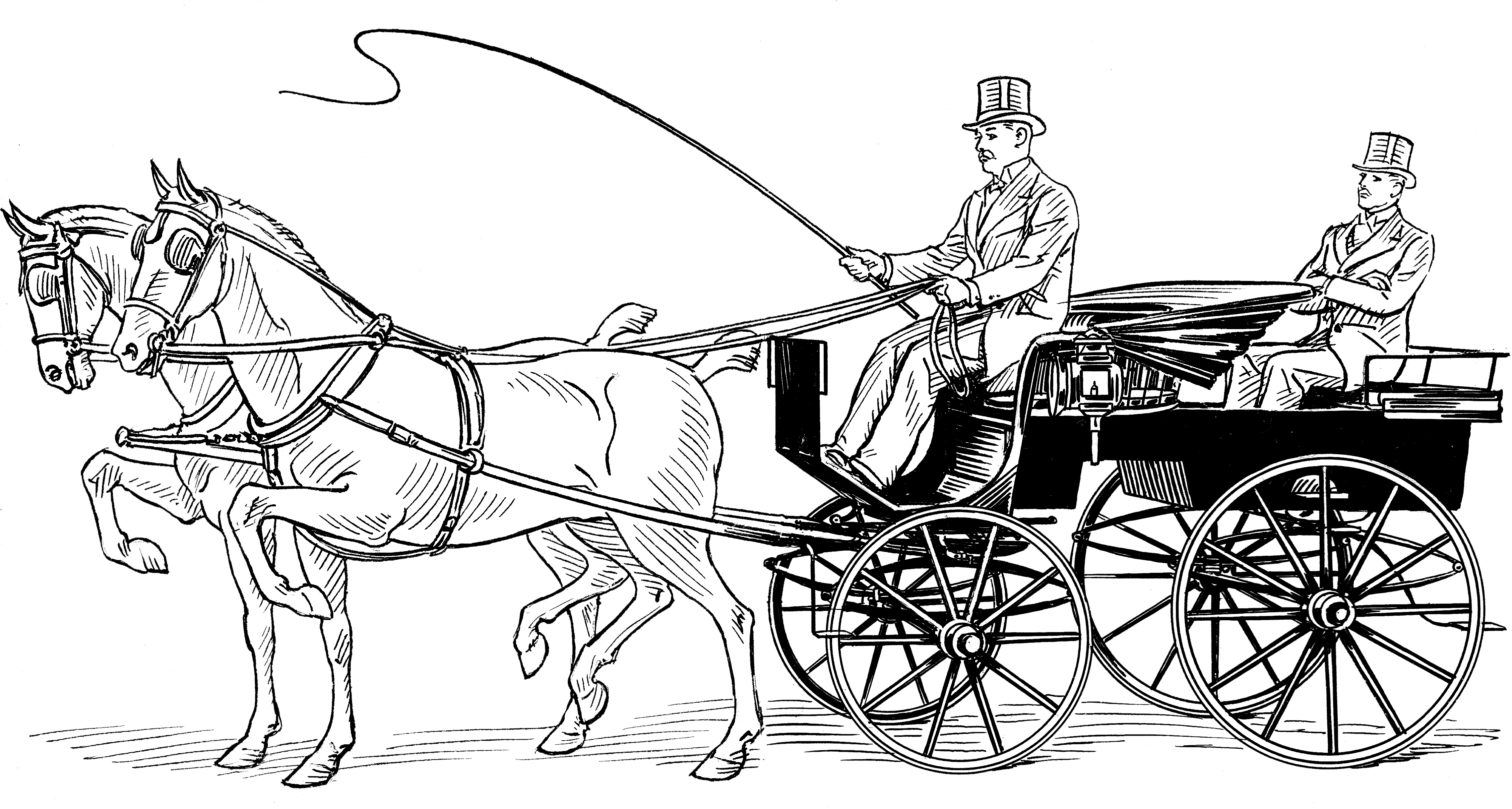
رسممنطيطي نموذجي لعربة فايتون، التي تم استخدامها في السرقة.

وصلت العربة إلى الميدان المُزدحم في الساعة العاشرة والنصف صباحاً تقريباً. فأعطى كوبرياشفيلي إشارة بدء الهجوم، وقام اللصوص بقذف العربة بالقنابل اليدوية، مما تسبب في قتل عدد كبير من الخيول والحراس، وبدأوا في إطلاق النار على رجال الأمن الذين يقومون بحماية العربة والميدان. كانت القنابل تتساقط من جميع الجهات. كما صرحت جريدة جورجيا أيزاري: «لم يتمكن أحد من تحديد ما إذا كان صوت الانفجارات العنيفة صادرة عن قذائف مدفعية أو من انفجار القنابل... كما تسبب الصوت في حالة من الفزع في كل مكان... وأخذ الجميع في الركض في كل أنحاء المدينة تقريباً، فيما تهرول الخيول بعرباتها مبتعدةً عن مكان الحادث». كانت التفجيرات عنيفة جداً لدرجة أنها تسببت في سقوط مداخن المنازل المُحيطة بها، كما حطمت جميع الألواح الزجاجية، التي كانت على بعد ميل من الانفجار. حتى أن زوجة ستالين، إيكاترينا سفانديزه، كانت تقف في شرفة المنزل بالقرب من الميدان مع عائلتها وطفلها الصغير، وعند سماع الانفجار أسرعوا إلى الداخل في حالة فزع.
هربت أحد الخيول المُصابة، والتي كانت تشد العربة، ومعها عربة النقود، فقام بمطاردتها كل من كوبرياشفيلي وكامو ولص آخر يُدعى داتيكو تشيبرياشفيلي. ألقى كوبرياشفيلي قنبلة يدوية تسببت في تفجير أقدام الحصان، ولكن التفجير أصاب كوبرياشفيلي أيضاً مما أسقطه على الأرض، فاقداً للوعي، ولكنه استعاد وعيه مرة أخرى وتسلل هرباً من الميدان قبل مجئ قوات الدعم العسكرية ورجال الشرطة. كما قام تشيبرياشفيلي باختطاف حقائب النقود من العربة، بينما كان كامو يقود أمامهم مُطلقاً النار على رجال الشرطة. وقاموا بإلقاء النقود في عربة كامو. ولكن بسبب ضيق الوقت، تركوا، بدون قصد، 20,000 روبل خلفهم، والتي قام أحد سائقي العربة بسرقة بعضاً منها ولكنه أُعتقل فيما بعد بسبب هذه السرقة.

### الهروب وما بعد الحادثة

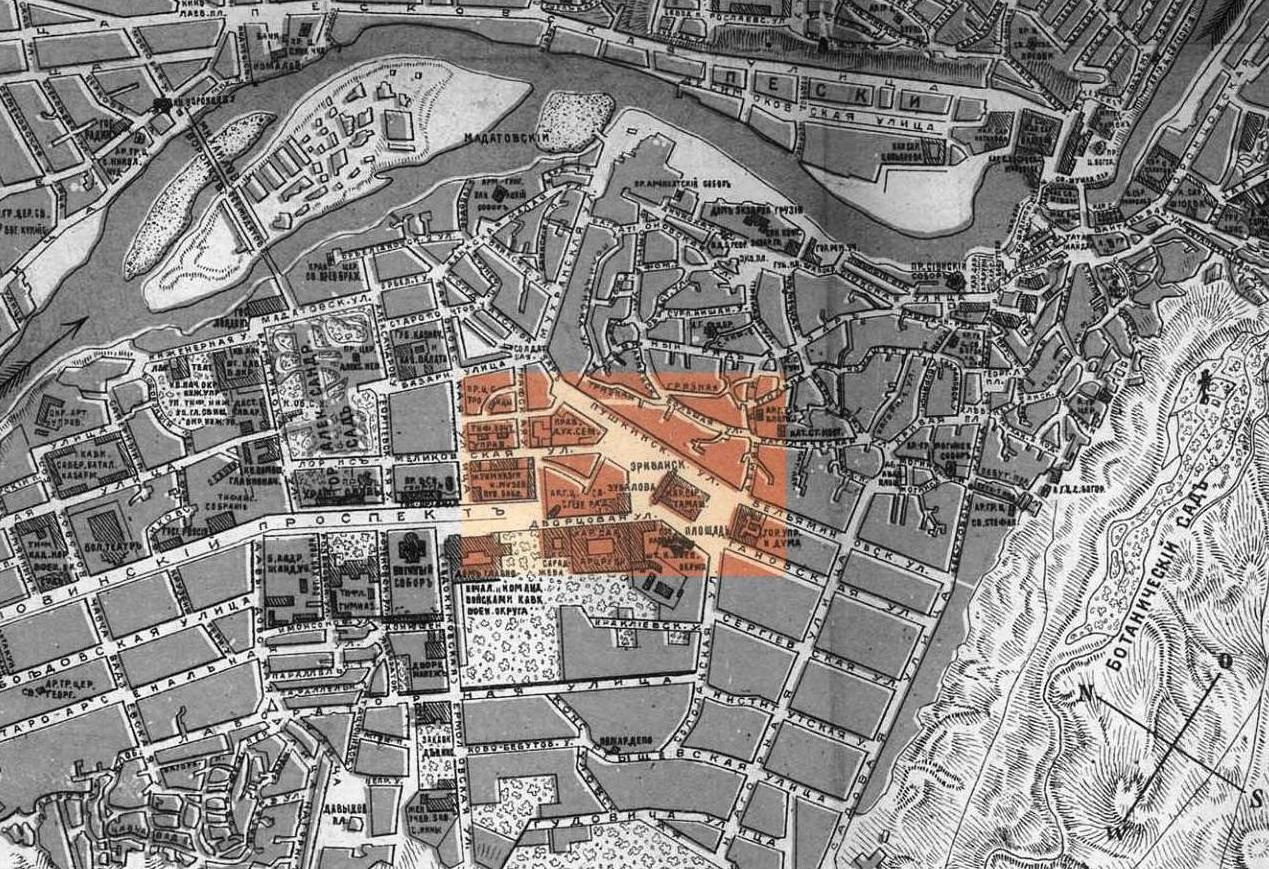
جزء من خريطة تيفليس عام 1913 مع تسليط الضوء على ساحة يريفان والشوارع المجاورة.

بعد تأمين الأموال، خرج كامو من الميدان بسرعة؛ ولكنه قابل عربة من عربات الشرطة، فأدعى أنه قائد الفرسان وصاح بهم: «المال في أمان، أسرعوا إلى الميدان». انصاع مفوض الشرطة، الذي كان بالعربة، إلى أوامر كامو، ليُدرك فيما بعد أنه تم خداعه من قِبل لص هارب. واتجه كامو، بعد ذلك، إلى مركز تجمع العصابة حيث قام بتبديل ملابسه. وتفرق رجال العصابة بسرعة بعد ذلك ولم يُقبض على أي أحد منهم.
قامت إحدى اللصوص، والتي تُدعى إليسو لوميندز، بسرقة زي مُعلمة للتنكر وعادت إلى الميدان وأخذت تنظر إلى المذبحة. خمسون ضحية مُصابة مُستلقية على الأرض، بالإضافة إلى القتلى من البشر والخيول. صرحت السلطات أن هناك ثلاث حالات وفاة فقط، إلا ان وثائق الشرطة السرية، أوكرانا كشفت العدد الحقيقي والذي يُقارب الأربعين.
لم يكن البنك المكزي متأكداً من مقدار النقود التي سُرقت، لكن أصح التقديرات أنها كانت حوالي 341,000 روبل، حوالي 91,000 روبل في فواتير صغيرة غير قابلة للتعقب، والباقي في هيئة عملات ورقية كبيرة من فئة 500 روبل، والتي كان من الصعب صرفها لأن أرقمها التسلسلية معروفة لدى الشرطة.

### دور ستالين

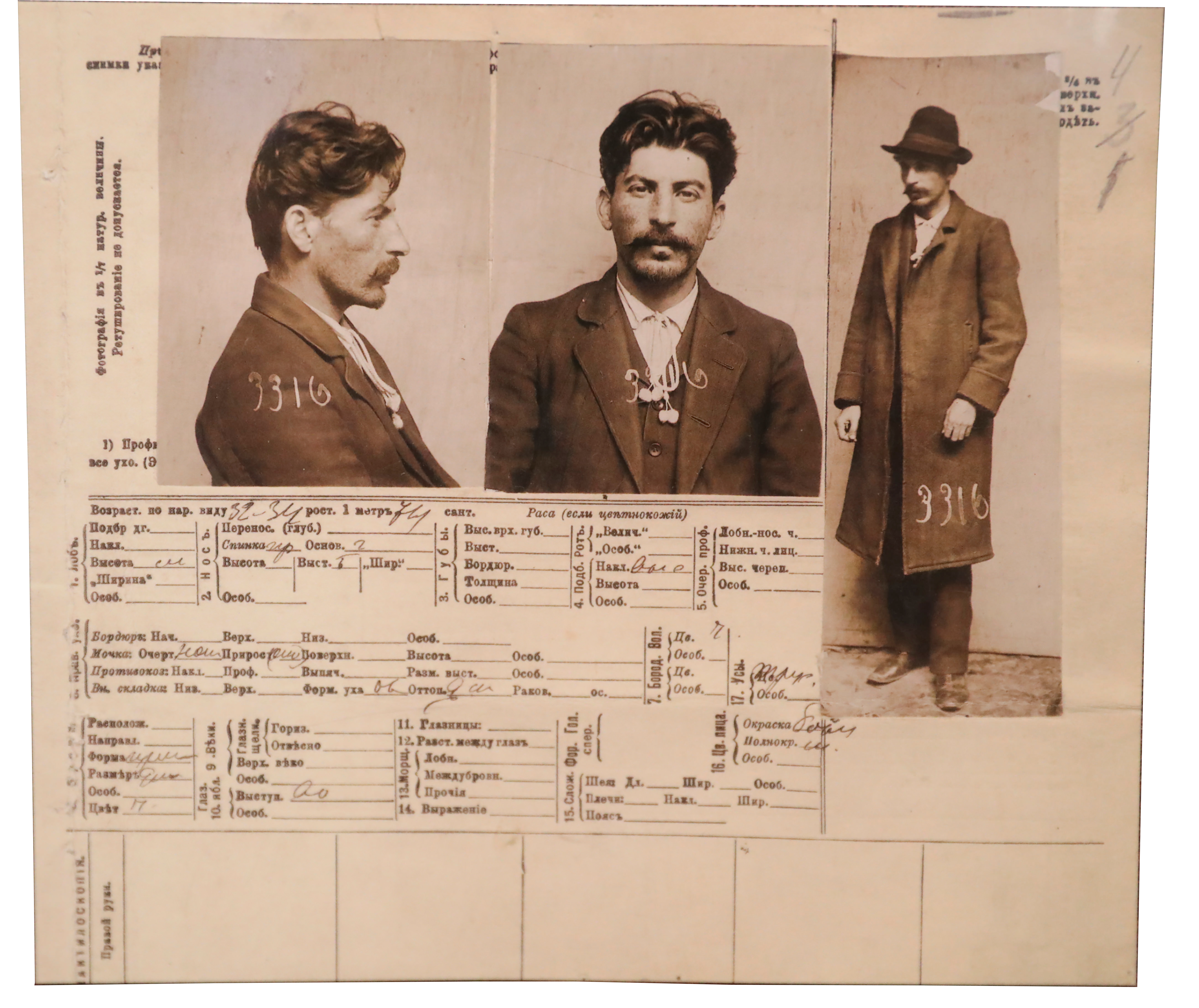
بطاقة ستالين التعريفية من ملفات الشرطة السرية القيصرية في سانت بطرسبرغ عام 1911.

كان دور ستالين المُؤكد في يوم السرقة غير معروف ومحل تناقض. قال أحد المصادر، ب.أ.بافلينكو، «أن ستالين هاجم العربة وأصيب بسبب شظية قنبلة». ولكن كامو صرح فيما بعد «أن ستالين لم يقم بأي دور فعال يوم السرقة، بل إنه راقبها من على بعد». وصرح مصدر آخر في بلاغ للشرطة، «أن ستالين راقب المذبحة القاسية من فناء أحد القصور وهو يدخن سيجارة». كما أدعى مصدر آخر «أن ستالين في الحقيقة كان بمحطة القطار أثناء وقوع السرقة وليس في الميدان». وصرحت زوجة أخيه أنه عاد إلى المنزل ليلة اليوم الذي وقعت فيه السرقة وأبلغ عائلته بنجاح العملية.
تم التحقيق في دور ستالين من قِبل رفاقه الثورييين بوريس نيكوليفسكي وليون تروتسكي. والأخير، الذي كان مُنافسًا لستالين، تم اغتياله فيما بعد بناءاً على أوامر ستالين. في كتابه ستالين- تقييم الرجل وتأثيره، حلل تروتسكي العديد من المنشورات التي تصف مُصادرة الأموال التي حدثت في تفليس والأنشطة المُسلحة الأخرى للبلاشفة في ذلك الوقت، وأجمل قائلاً: «قام الآخرون بالقتال، فيما راقبهم ستالين عن بعد». بصفة عامة ووفقاً لرأي نيكوليفسكي، «إن الدور الذي قام به ستالين في أنشطة مجموعة كامو تم المبالغة فيها فيما بعد». لاحقاً، اكتشف كون وثائق رسمية محفوظة، والتي تُظهر بوضوح «أنه من أواخر 1904 وحتى أوائل 1905، شارك ستالين في رسم الخطط للمُصادرات المالية»، وأضاف، «إنه من المُؤكد الآن أن ستالين تحكم من على بعد في الخطط الأولية للجماعة التي نفذت سرقة تفليس».

## الاستجابة الأمنية والتحقيق

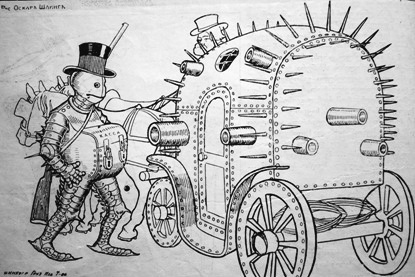
كاريكاتير لأوسكار شمرلينج من الصحافة الجورجية عام 1906 يُبين المعدات اللازمة لتحويل الأموال.

تصدرت السرقة العناوين الرئيسية في الصحف حول العالم: ففي صحيفة ديلي ميرور في لندن: «أمطار من القنابل: الثوريون يقذفون الدمار بين تجمعات كبيرة من الناس»؛ بينما في صحيفة ذي تايمز في لندن: «غضب القنابل في تفليس»؛ فيما جاء تحت عنوان «كارثة» في صحيفة لو تومب الفرنسية؛ بينما جاء «قنبلة تقتل الكثير وسرقة 170,000 دولار» في صحيفة نيويورك تايمز.
قامت السلطات بتهيئة الجيش وإغلاق الطرق، وحاصرت الميدان على أمل تأمين النقود والقبض على المجرمين. كما تمت الاستعانة بوحدة تحقيق خاصة لتولي قيادة التحقيق في القضية. ولكن لسوء حظ المُحققين، فإن شهادة الشهود كانت مُحيرة ومُتناقضة، ولم تعلم السلطات أي الجماعات السياسية كانت مسئولة عن السرقة، فهناك الاشتراكيون البولنديون والأرمن والفوضاويون والثوريون الاشتراكيون، حتى أن الإمبراطورية الروسية نفسها كانت محل اتهام.
وفقاً لما قاله براكمان، فإنه بعد السرقة بأيام قام ضابط شرطة أوكرانا، موكتاروف، بالتحقيق مع ستالين. فقد سمع رجال الشرطة شائعات تُفيد بأن ستالين شُوهد يراقب السرقة بدون انفعال كما لو كان على علم بها. وعندما سأل الضابط موكتاروف ستالين لماذا لم يخبرهم بشأن السرقة، أجاب ستالين أنه قدم للسلطات معلومات كافية لمنع السرقة. تحول التحقيق إلى جدال عنيف، وقام موكتاروف بضرب ستالين على وجهه حتى اضطر الضباط إلى تقييد موكتاروف لمنعه من ضرب ستالين. وبعد هذه الحادثة، أُوقِفَ موكتاروف عن العمل في شرطة أوكرانا، وأُمر ستالين بمغادرة تفليس والذهاب إلى باكو وانتظار القرار في هذه القضية. ولكن قام ستالين بمغادرة باكو ومعه 20,000 روبل من المال المسروق في يوليو 1907. فيما يدعي براكمان أنه وجد دليل على هذه الواقعة، إلا أن قضية ما إن كان ستالين قد تعاون مع شرطة أوكرانا في بداية حياته أم لا كانت موضع جدال بين المؤرخين لعصور ولم تُحل بعد.

## نقل المال والقبض على كامو
كانت الأموال المسروقة مُخبئة في أول الأمر في منزل أصدقاء ستالين في تفليس وهم: ميكا ومارو بوكوريدز. ووُضعت الأموال داخل حَشية حتى يُمكن نقلها وتخزينها بسهولة دون إثارة الشكوك. ثم نُقلت الحَشية إلى مخبأ آخر، حتى وُضِِعت في آخر الأمر فوق أريكة مدير المرصد الفلكي بمدينة تفليس؛ ربما لأن ستالين قد سبق وأن عمل هناك. وصرحت بعض المصادر أن ستالين قد ساعد بنفسه في وضع النقود في المرصد. كما صرح المدير أنه لم يعلم أبداً أن الأموال المسروقة كانت مخبأة هناك.
في النهاية، قام كامو بنقل جزء كبير من المال، حيث أخذ المال إلى لينين في فنلندا، والتي كانت حينها جزءًا من الامبراطورية الروسية. قضى كامو أشهر الصيف الباقية مع لينين في بيته. وفي فصل الخريف من نفس العام، قام كامو بالسفر إلى باريس وإلى بلجيكا لشراء الأسلحة والذخيرة، كما سافر إلى بلغاريا لشراء 200 مُفجر. وبعد ذلك، قام بالسفر إلى برلين وأَوصل رسالة من لينين إلى الطبيب البلشفي المُتميز ياكوف زيتوميرسكي، يطلب منه أن يعالج إصابة عين كامو، والتي لم تُشف بالكامل منذ حادث انفجار القنبلة. ولكن ما لم يكن لينين يعلمه أن زيتوميرسكي كان يعمل مع الحكومة الروسية في الخفاء، وقام على الفور بإبلاغ شرطة أوكرانا، والتي طلبت من شرطة برلين أن تقوم بالقبض على كامو. وعند قيامهم بذلك، وجدوا جواز سفر نمساوي مُزيف وحقيبة تحتوي على المُفجرات، والتي كان يُخطط لاستخدامها في عملية سطو أخرى.

## صرف النقود المُعلّمة

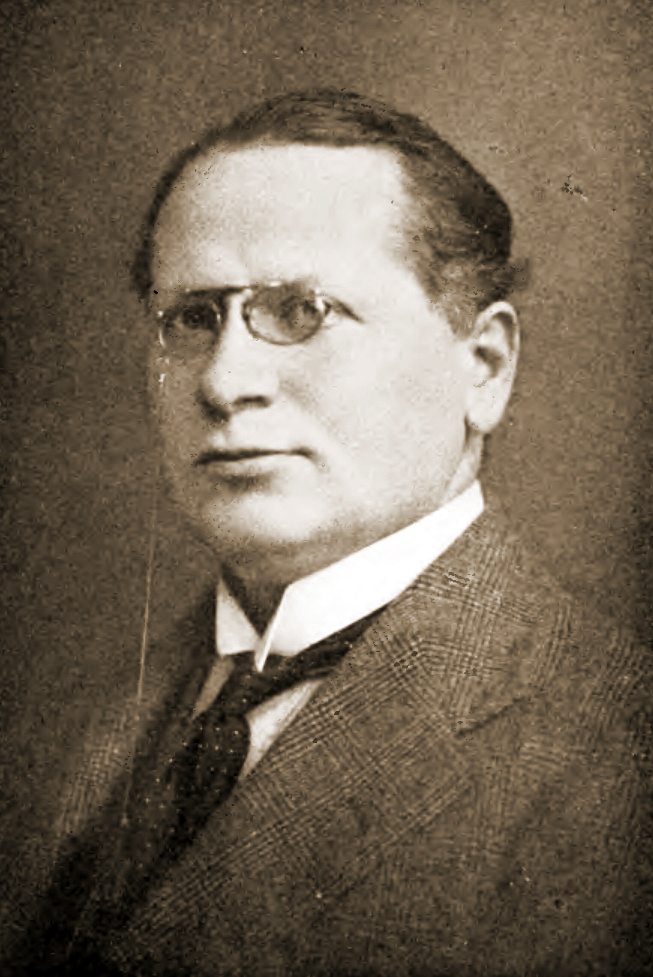
ماكسيم ليتفينوف عام 1920.

بعد سماع خبر القبض على كامو، خشي لينين أن يُقبض عليه هو أيضاً، فهرب من فنلندا مع زوجته. ولكي يتجنب أن يُلاحقه أحد، سار لمسافة ثلاثة أميال عبر بحيرة مُتجمدة ليلاً ليلحق بباخرةٍ في جزيرة قريبة. وفي طريقه عبر الجليد، كاد لينين ورفيقاه أن يتعرضا للغرق عندما بدأ الجليد في التشقق، حتى لينين نفسه أقرَّ، فيما بعد، أنه بدت كطريقة غبية للموت. وهرب لينين وزوجته واتجهوا إلى سويسرا.
كانت الأموال المسروقة غير المُعلمة سهلة الصرف، لكن الأرقام المتسلسلة للأوراق المالية من فئة 500 روبل كانت معروفة لدى السلطات، مما جعل من المستحيل صرفها في البنوك الروسية. وبنهاية عام 1907، قرر لينين صرف العملات المعلّمة خارج البلاد. كما حاول كراسين ومعه أحد المزورين تغيير بعض الأرقام المتسلسلة. وتم نقل مائتي ورقة منها خارج البلاد بواسطة مارتين ليادوف، حيث تمت حياكتهم داخل سترته واللاتي قمن بها زوجات لينين وبوجدانوف داخل المقر الرئيسي الخاص بلينين في كواكلا. كانت خطة لينين أن يقوم عدد كبير من الأفراد بصرف العملات المسروقة في آن واحد في عدد من البنوك بأنحاء أوروبا. ولكن عندما سمع زيتوميرسكي بهذه الخطة، أبلغ شرطة أوكرانا والتي قامت بالتواصل مع أقسام الشرطة في جميع أنحاء أوروبا، مُطالبة إياهم بالقبض على أي أحد يحاول صرف تلك العملات.
في يناير 1908، تم القبض على عدد من الأفراد عندما كانوا يحاولون صرف العملات الورقية.
 وروت جريدة نيويورك تايمز أن امرأة كانت تحاول صرف ورقة معلمة من فئة 500 روبل، وقد حاولت، فيما بعد، أن تبتلع الورقة والتي هي دليل إدانتها، لكن الشرطة منعتها من ذلك بالقبض على عنقها واستعادوا الورقة وألقوا القبض عليها وشركائَها. كان من أبرز من قُبض عليهم، ماكسيم ليتفينوف، الذي قُبض عليه بينما كان يستقل القطار مع زوجته في محطة جار دو نور في فرنسا ومعه اثني عشرة ورقة من فئة 500 روبل، كان ينوي صرفها في لندن. قام وزير العدل الفرنسي بنفي ليتفينوف وزوجته خارج الأراضي الفرنسية، مما أغضب الحكومة الروسية التي كانت قد طلبت تسليمه. وصرحت الحكومة الفرنسية رسمياً أن طلب روسيا للتسليم كان متأخراً جداً، لكن تبعاً لبعض التفسيرات فإنهم رفضوا التسليم، لأن الشيوعيين الفرنسين مارسوا الكثير من الضغط السياسي لتأمين إطلاق سراحه.
ناقشت زوجة لينين، ناديزيدا كروبسكايا، هذه الأحداث في مذكراتها قائلة: «تم تسليم الأموال المُكتسبة من هجوم تفليس إلى البلاشفة من أجل أغراض ثورية. لكنه لم يكن من المُمكن استخدام الأموال. كانت كلها عملات من فئة 500 روبل، والتي لزم تغييرها وذلك لم يكن مُمكناً في روسيا؛ حيث أن البنوك دائماً ما يكون لديها قائمة بأرقام العملات في مثل تلك الحالات... وكانت الحاجة إلى المال شديدة؛ ولذلك قام عدد من الرفاق بمُحاولة تبديل العملات في آن واحد في عدد من المدن خارج البلاد، لكن بعد وصولنا بأيام قليلة... قام زيتوميرسكي بإبلاغ الشرطة بمحاولة تبديل الأموال وتم القبض على المُتورطين فيها. وتم القبض على عضو من جماعة زيورخ في ستوكهولم، وأيضاً عضوة من جماعة جنيف تُدعى أولجا رافيش، والتي كانت قد عادت من روسيا حديثاً وتم اعتقالها في ميونخ مع بوجداساريان وخمجامريان. في جينيف، تم القبض على ن.أ.سينيسكو بعد أن تم توصيل بطاقة بريدية إلي منزله، والتي كانت مُرسلة إلى أحد المقبوض عليهم».
أدعى بلاكمان، أنه وعلى الرغم من الاعتقالات، إلا أن لينين استمر في محاولة تبديل العملات ونجح بالفعل في تبديل بعضها بقيمة 10.000 روبل من امرأة مجهولة في موسكو. وتبعاً لما قاله نيكوليفسكي، فإن لينين تخلى عن محاولات تبديل الأموال بعد الاعتقالات، إلا أن بوجدانوف حاول وفشل في تبديل بعض العملات في شمال أمريكا، بينما نجح كراسين في تزوير أرقام مسلسلة جديدة وتمكن من تبديل العديد من العملات. وبعد ذلك بقليل، قام معاونو لينين بحرق كل العملات من فئة 500 روبل المُتبقية في حوزتهم.

## محاكمة كامو
«مُستسلم للموت، هادئ تماماً. يجب أن يكون فوق قبري العشب الذي ينمو لستة أقدام عاليًا. لا يستطيع المرء أن يهرب من الموت للأبد، ولا بد للمرء أن يموت يوماً ما، لكنني سأجرب حظي مجدداً، سأجرب أي طريقة للهرب، فربما نتمكن مرة أخرى من الضحك على أعدائنا... أنا مُكبل بالقيود، فأفعل ما يحلو لك، وأنا مُستعد لأي شيء». كانت رسالة من كامو لرفيق سجن له في عام 1912 بينما ينتظران عقوبة الإعدام.
بعد القبض على كامو في برلين وانتظار المحاكمة، تلقى رسالة من كراسين من خلال محاميه، الذي يُدعى أوسكار كوهن، يدعوه لأن يدَّعي الجنون وبذلك يُعلن أنه غير مؤهل للمحاكمة. ليُؤكد جنونه، كان يرفض الطعام، وقام بتقطيع ملابسه وشعره، كما حاول شنق نفسه، وجرح معصميه، وأكل برازه. وللتأكد من أنه لا يدعي حالة الجنون، قام الأطباء الألمانيون بغرس دبابيس أسفل أظافره، وضربه بإبرة طويلة على ظهره، كما قاموا بكيِّه بمعادن ساخنة، لكنه لم يتراجع عن تظاهره بالجنون. بعد كل تلك الاختبارات، كتب رئيس أطباء مستشفى برلين للأمراض العقلية في يونيو 1909، «أنه لا أساس للتصديق أن كامو يدعي الجنون، وأنه بلا شك مريض عقلياً، وغير قادر على المثول في المحاكمة أو تنفيذ العقوبة، ومن غير المحتمل أنه سيتعافى بشكل كامل».
في عام 1909، تم ترحيل كامو إلى سجن روسي وتابع إدعائه بالجنون هناك أيضاً. وفي أبريل عام 1910، تمت مُحاكمته لمشاركته في سرقة بنك تفليس، ولكنه تجاهل الإجراءات، وقام بكل وضوح بإطعام طائر أليف كان يحتفظ به في قميصه. فتم قطع المحاكمة، فيما أكد الموظفون صحته العقلية. وجدت المحكمة لاحقاً أنه كان سليم العقل عندما نفذ عملية سرقة بنك تفليس، ولكنه مريضاً عقلياً في الوقت الحالي ويجب احتجازه حتى يتعافى. في أغسطس عام 1911، وبعد التظاهر بالجنون لأكثر من ثلاثة أعوام، قام كامو بالهرب من جناح المختلين في سجن تفليس، وذلك بقطع القضبان الموجودة في نافذة زنزانته ونزل باستخدام حبل مصنوع صناعة منزلية.
ناقش كامو هذه التجارب لاحقاً: «ماذا يُمكنني أن أخبركم؟ كانوا يضربونني على الأقدام وما إلى ذلك، وقام أحد الحرس بدفعي لإجباري على النظر إلى المرآة، ولكني لم أرى انعكاسي، بل رأيت رجلاً نحيلاً يُشبه القرود له مظهر مُروع ومُخيف يصر بأسنانه. دار بخاطري: ربما قد أصبحت مجنوناً حقاً! لقد كانت لحظة رهيبة، لكنني أستعدت جأشي وبصقت على المرآة، أتعلمون أعتقد أن الأمر أعجبهم... وفكرت كثيراً: هل سأنجو أم أنني سأصبح مجنوناً حقاً؟ وذلك لم يكن جيداً. لم يكن عندي إيمان بنفسي، أترون؟... [السلطات] بالطبع كانوا على وعي بعملهم وبعلمهم، ولكنه لا يعرفون القوقازيون، ربما كل القوقازيين مجانين في نظرهم، حسناً من سيقود من إلى الجنون؟ لا تطور بعد، فكل مِنَّا التزم بطُرقه. لم يقوموا بتعذيبي في تفليس، من الواضح أنهم أعتقدوا أن الألمانيين لا يخطئون».
بعد الهرب، قام كامو بلقاء لينين في باريس، وانزعج كثيراً لسماع خبر وقوع خلاف بين لينين وبوجدانوف وكراسين. وقصَّ عليه أحداث القبض عليه، وكيف أدعى الجنون في السجن. بعد مغادرة باريس، تقابل كامو في نهاية الأمر مع كراسين وخطط معه لعملية سرقة أخرى. أُلقي القبض على كامو قبل أن تحدث السرقة وعُرِضَ للمحاكمة بسبب أعماله في تفليس عام 1913، بما في ذلك عملية سرقة بنك تفليس. لم يدع الجنون هذه المرة، لكنه تظاهر أنه قد نسي كل ما حدث منذ أن كان مجنوناً فيما قبل. كانت المحاكمة قصيرة ونال كامو أربع عقوبات إعدام.
بعد أن كان محكوم عليه بالموت، ابتسم له الحظ هو وغيره من المساجين بأنه قد تم تخفيف عقوبته لسجن طويل المدى كجزء من الاحتفالات بالذكرى المئوية الثالثة لحكم عائلة رومانوف عام 1913. وأُطلق سراح كامو بعد ثورة فبراير 1917.

## آثار الواقعة

### الآثار الواقعة على البلاشفة
باستثناء كامو، لم تتم محاكمة أيّ من مُنظمي السرقة، في البداية لم يكن واضحاً من وراء تلك العملية، لكن بعد اعتقال كامو وليتفينوف والآخرين، أصبح تورط البلاشفة واضحاً. وشعر المناشفة بالخيانة مما أثار غضبهم. أثبتت السرقة أن المركز البلشفي يعمل بصورة مستقلة عن اللجنة المركزية الُموحدة، وقام بتنفيذ أعمال مُحرمة بشكل واضح من قِبل مجلس نواب الحزب. قام قائد المناشفة، جورجي بليخانوف، بالمُطالبة بالاستقلال عن البلاشفة، كما قال زميله، يوليوس مارتوف، أن المركز البلشفي كان شيئاً بين لجنة مركزية سرية مُتعصبة وعصابة إجرامية. قامت لجنة الحزب في تفليس بطرد ستالين والعديد من الأعضاء بسبب السرقة. وقام البلاشفة بإيقاف تحقيق الحزب في سلوك لينين.
تسببت السرقة في انحدار شعبية البلاشفة في جورجيا وتركتهم بلا قيادة فعالة في تفليس. بعد أن توفت زوجة ستالين، إيكاترينا سفانديزه، بشكل طبيعي في نوفمبر عام 1907، لم يعد ستالين إلى تفليس إلا نادراً جداً. وتغيَّب عدد من القادة البلاشفة الآخرين في جورجيا أمثال ميكايل تسكاكيا وفيليب ماكارادز بشكل كبير عن جورجيا بعد عام 1907. كما قام أحد أبرز البلاشفة في تفليس ستيبان شايميان بالانتقال إلى باكو. استمرت شعبية البلاشفة في تفليس بالهبوط وبحلول عام 1911 لم يبق إلا حوالي 100 فقط من البلاشفة في المدينة.
كما تسببت السرقة في جعل المركز البلشفي غير محبوب بصورة أكبر بين الأحزاب الديمقراطية الاشتراكية الأوروبية. وربما كانت رغبة لينين في إقصاء نفسه من تبعات السرقة واحدة من مصادر الخلافات بينه وبين بوجدانوف وكراسين. كما قام ستالين بإقصاء نفسه عن عصابة كامو ولم يعلن أبداً عن دوره في السرقة.

### الأعمال اللاحقة
بعد الثورة الروسية عام 1917، حاز العديد من البلاشفة، الذين شاركوا في السرقة، على قوة سياسية في الاتحاد السوفيتي الجديد، حيث أصبح لينين أول رئيس وزراء لهم حتى وفاته عام 1924، خلفه ستالين حتى وفاته عام 1953. وأصبح ماكسيم ليتفينوف دبلوماسي بالاتحاد السوفيتي وعمل كمندوب للشئون الأجنبية (1930- 1939). كان ليونيد كراسين قد اعتزل السياسة بعد الخلاف الذي وقع بينه وبين لينين عام 1909، ولكنه عاود الانضمام للبلاشفة بعد ثورة 1917، وعمل كمندوب تجاري للاتحاد السوفيتي في لندن وكمندوب للتجارة الأجنبية حتى وفاته عام 1926.
بعد إطلاق سراح كامو من السجن، عمل في مكتب الجمارك للاتحاد السوفيتي، ووفقاً لبعض الأسباب، فقد كان غير مستقر للعمل مع الشرطة السرية. تُوفي عام 1922، حيث صدمته شاحنة بينما كان يقود دراجته، بالرغم من عدم وجود أي دليل على عمل إجرامي، إلا أن البعض قد أصدر حكماً نظرياً بأن ستالين هو الذي أمر بقتله لإبقائه صامتاً.
تم طرد بوجدانوف من الحزب منذ عام 1909 بحجة بعض الخلافات الفلسفية، وبعد الثورة البلشفية، أصبح الأيديولجي الرئيسي في مُؤسسة بروليتكولت، وهي مُؤسسة صُممت لبناء حضارة طبقة عاملة جديدة.

### النصب التذكارية
قامت السلطات السوفيتية بتسمية ميدان يريفان، حيث وقعت السرقة، بميدان لينين في عام 1921، كما تم نحت تمثال كبير للينين تكريماً له عام 1956. وعلى الرغم من إدانة كامو في السرقة الدموية، إلا أنه تم دفنه في الأصل في حدائق بوشكين بالقرب من ميدان يريفان، ونُحت له تمثال تكريماً له، وقام بنحته لاكوب نيكولادز، ولكن تمت إزالته في فترة حكم ستالين، ونُقلت رفات كامو إلى مكان آخر. تم هدم تمثال لينين في أغسطس 1991، في واحدة من آخر لحظات الاتحاد السوفيتي، وتم استبداله بتمثال الحرية عام 2006، كما تم تغيير اسم الميدان من ميدان لينين لميدان الحرية عام 1991.